# Hainburgi-rög
A Hainburgi-rög (németül: Hundsheimer Berge vagy Hainburger Berge) egy kis hegycsoport Alsó-Ausztria keleti részén. Geológiailag a Kis-Kárpátokhoz tartozik, de annak fő tömbjétől a Duna elválasztja. A folyónak ez a szűk áttörése a Dévényi-kapu.

## Földrajz

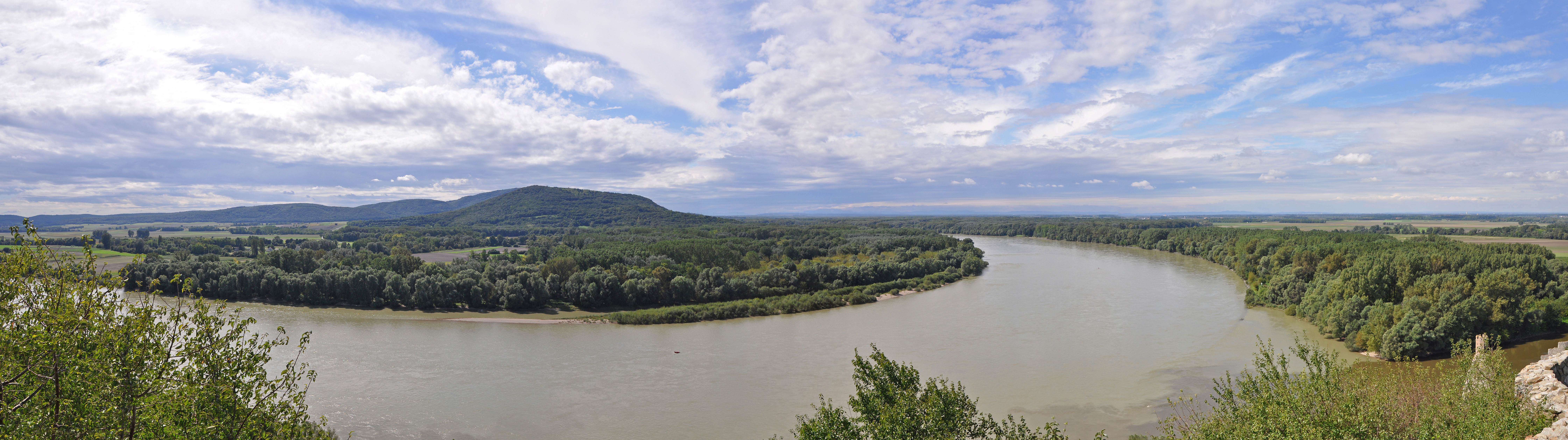
A Duna és a Hainburgi-rög északkelet felől, a dévényi várból nézve

A hegylánc, melynek legmagasabb pontja a 480 méter magas Hundsheimer Berg, a Bécsi-medence keleti határát jelenti, és a Lajta-hegység és a Rozália-hegység révén kapcsolódik a Keleti-Alpokhoz. Egészen Burgenland északi részéig húzódik.
A szűk 100 km²-es kiterjedésű hegységet kristályos kőzetek és mészkő alkotja. A Hainburgi-rög lábánál fekszik Hainburg város, valamint Hundsheim, Nemesvölgy és Berg községek, melyek közül utóbbi közvetlenül Szlovákiával határos.

## Fordítás
Ez a szócikk részben vagy egészben a Hundsheimer Berge című német Wikipédia-szócikk ezen változatának fordításán alapul.  Az eredeti cikk szerkesztőit annak laptörténete sorolja fel. Ez a jelzés csupán a megfogalmazás eredetét és a szerzői jogokat jelzi, nem szolgál a cikkben szereplő információk forrásmegjelöléseként.